# Sarom Unione Sportiva Ravenna 1956-1957
Questa pagina raccoglie le informazioni riguardanti la Sarom Unione Sportiva Ravenna nelle competizioni ufficiali della stagione 1956-1957.

## Stagione
Dopo cinque stagioni nelle Serie minori, nella stagione 1956-57 il Ravenna torna in Serie C vincendo il girone C a 18 squadre della Serie D, chiude il torneo con 58 punti, ben 12 punti in più del Mantova giunto al secondo posto, si passa quindi alle finali dove prima elimina dalla corsa promozione il Belluno nel doppio confronto, e poi disputa e vince anche il girone finale a quattro che ha promosso il Ravenna con 5 punti, la Pro Vercelli con 3 punti ed il Chinotto Neri con 2 punti, l'unica non promossa del girone è il Marsala. 
Il Ravenna da due stagioni è sponsorizzato dalla raffineria SAROM. In quella attuale che è da considerare una delle più esaltanti stagioni nella storia del sodalizio giallorosso, guidata dal tandem di allenatori formato da Giacinto Ellena e Domenico Bosi, si è particolarmente distinto l'attaccante Silvano Magheri che in 29 partite ha realizzato 30 reti, pescato nel Giulianova ma di proprietà della Fiorentina. Altri notevoli contributi in fatto di goal in questa stagione da mettere in cornice, sono stati quelli di Giorgio Marconi con 17 reti, di Giovanni Biagi con 13 reti e di Virgilio Fogli con 12 reti.

## Rosa
| N. |                   | Ruolo | Calciatore       |
| -- | ----------------- | ----- | ---------------- |
|    | Italia (bandiera) | A     | Giovanni Biagi   |
|    | Italia (bandiera) | C     | Pietro Bibolini  |
|    | Italia (bandiera) | P     | A. Casadio       |
|    | Italia (bandiera) | D     | Amedeo Cattani   |
|    | Italia (bandiera) | A     | Luigi Da Passano |
|    | Italia (bandiera) | D     | Lorenzo De Negri |
|    | Italia (bandiera) | D     | Umberto Fermo    |
|    | Italia (bandiera) | A     | Virgilio Fogli   |
|    | Italia (bandiera) | P     | Pino Gimelli     |

| N. |                   | Ruolo | Calciatore       |
| -- | ----------------- | ----- | ---------------- |
|    | Italia (bandiera) | A     | Silvano Magheri  |
|    | Italia (bandiera) | C     | Giorgio Marconi  |
|    | Italia (bandiera) | C     | Camillo Rizzo    |
|    | Italia (bandiera) | A     | Ero Rossi        |
|    | Italia (bandiera) | C     | Giorgio Schiavon |
|    | Italia (bandiera) | D     | Raimondo Taucar  |
|    | Italia (bandiera) | D     | Paolo Vaini      |
|    | Italia (bandiera) | C     | Giorgio Visconti |
|    | Italia (bandiera) | D     | Antonio Zani     |

## Risultati

### Girone di andata
| Arbitro: | Marini (Verona) |

|  |           |           |
|  | Marcatori | 30’ Fogli |

| Ravenna 30 settembre 1956 2ª giornata | Sarom Ravenna       | 0 – 0 | Audace SME | Stadio della Darsena\| Arbitro: \| Rastrelli (Firenze) \| |
| Arbitro:                              | Rastrelli (Firenze) |       |            |                                                           |

| Arbitro: | Pecora (Lecco) |

|             |           |                     |
| Galvani 17’ | Marcatori | 10’ Rizzo 68’ Rossi |

| Arbitro: | Troise (Roma) |

|                               |           |  |
| Biagi 55’, 60’ Da Passano 83’ | Marcatori |  |

| Arbitro: | Gay (Asti) |

|                  |           |                          |
| Fermo 26’ (aut.) | Marcatori | 63’ Fogli 89’ Da Passano |

| Arbitro: | Facchini (Firenze) |

|                                                      |           |               |
| Cattani 36’ Zani 50’ (rig.) Rizzo 57’ Da Passano 89’ | Marcatori | 82’ Ferronato |

| Arbitro: | Angonese (Mestre) |

|  |           |                                      |
|  | Marcatori | 18’, 85’ Fogli 39’ Magheri 85’ Rizzo |

| Arbitro: | Ortolani (Ancona) |

|                       |           |  |
| Magheri 33’ Fogli 59’ | Marcatori |  |

| Arbitro: | Baroni (Viareggio) |

|                                  |           |                                               |
| Campagnoli 9’ (rig.) Zamboni 69’ | Marcatori | 14’ (rig.) Biagi 42’, 87’ Marconi 53’ Magheri |

| Arbitro: | Toti (La Spezia) |

|                      |           |  |
| Zani 65’ Marconi 75’ | Marcatori |  |

| Arbitro: | Verzè (Verona) |

|            |           |                                     |
| Marchi 21’ | Marcatori | 2’, 57’ Biagi 17’, 36’, 89’ Magheri |

| Arbitro: | Francescon (Padova) |

|                              |           |  |
| Marconi 39’, 46’ Magheri 54’ | Marcatori |  |

| Arbitro: | D'Amassa (Roma) |

|                            |           |  |
| Fogli 29’, 62’ Magheri 87’ | Marcatori |  |

| Arbitro: | Ambrosini (La Spezia) |

|                           |           |                                  |
| Amadei 60’ Boninsegna 63’ | Marcatori | 8’, 35’ Magheri 58’, 88’ Marconi |

| Arbitro: | Righetti (Torino) |

|           |           |  |
| Rizzo 12’ | Marcatori |  |

| Arbitro: | Luparia (Vercelli) |

|  |           |             |
|  | Marcatori | 70’ Marconi |

| Arbitro: | Corbelli (Macerata) |

|                                                                              |           |           |
| Magheri 30’, 55’ Biagi 37’ (rig.) 53’ (rig.) Fogli 59’ Magheri 55’, 65’, 73’ | Marcatori | 47’ Togni |

### Girone di ritorno
| Arbitro: | Buiat (Monfalcone) |

|                                                     |           |  |
| Magheri 40’, 54’, 59’, 66’ Fogli 65’ Da Passano 84’ | Marcatori |  |

| Arbitro: | Sbardella (Roma) |

|            |           |                          |
| Ongaro 29’ | Marcatori | 69’ Da Passano 73’ Rizzo |

| Arbitro: | Orlandi (Torino) |

|                                      |           |             |
| Magheri 29’ Da Passano 38’ Rizzo 58’ | Marcatori | 69’ Galvani |

| Forlì 3 marzo 1957 21ª giornata | Forlì              | 0 – 0 | Sarom Ravenna | Stadio Tullo Morgagni\| Arbitro: \| Smeriglio (Milano) \| |
| Arbitro:                        | Smeriglio (Milano) |       |               |                                                           |

| Arbitro: | Bonvicini (Treviso) |

|                                                        |           |  |
| Biagi 26’ Magheri 41’ De Negri 44’ Fogli 76’ Rossi 87’ | Marcatori |  |

| Arbitro: | Bellotto (Pordenone) |

|                                 |           |                    |
| Marangon 52’ Ferronato 60’, 71’ | Marcatori | 7’ Biagi 70’ Fogli |

| Arbitro: | Giannini (Pistoia) |

|                                        |           |            |
| Rossi 5’ De Negri 30’ Biagi 60’ (rig.) | Marcatori | 89’ Segato |

| Arbitro: | Tosi (Alessandria) |

|  |           |                    |
|  | Marcatori | 57’ (aut.) Grainer |

| Arbitro: | Montesi (Falconara Marittima) |

|  |           |                          |
|  | Marcatori | 59’ Campanini 75’ Comizi |

| Arbitro: | Righetti (Torinoo) |

|  |           |             |
|  | Marcatori | 26’ Marconi |

| Arbitro: | Gatti (Voghera) |

|  |           |              |
|  | Marcatori | 15’ Tumburus |

| Arbitro: | Di Tolla (Bolzano) |

|              |           |           |
| Cavicchi 62’ | Marcatori | 23’ Fogli |

| Arbitro: | Politano (Cuneo) |

|                     |           |                    |
| Bonaiuti 75’ (rig.) | Marcatori | 10’ (aut.) Dordoni |

| Arbitro: | Giannini (Udine) |

|                                            |           |            |
| Magheri 8’ Marconi 17’ Biagi 87’ Rizzo 88’ | Marcatori | 76’ Amadei |

| Arbitro: | Gazzano (Genova) |

|  |           |                       |
|  | Marcatori | 25’ Biagi 76’ Magheri |

| Arbitro: | Delitala (Roma) |

|                 |           |  |
| Magheri 4’, 86’ | Marcatori |  |

| Arbitro: | Arbocco (Acqui Terme) |

|  |           |                         |
|  | Marcatori | 25’ Magheri 35’ Marconi |

### Finali Primo Turno
| Arbitro: | Gazzano (Genova) |

|                                          |           |  |
| Magheri 25’ Marconi 50’ Coaro 66’ (aut.) | Marcatori |  |

| Arbitro: | Righetti (Torino) |

|                              |           |                                                           |
| Coaro 41’ (rig.) Bertoli 62’ | Marcatori | 8’, 66’ Da Passano 13’ Biagi 22’, 55’ Magheri 40’ Marconi |

### Finali Secondo Turno
| Arbitro: | Gazzano (Genova) |

|             |           |             |
| Marconi 72’ | Marcatori | 65’ Bosisio |

| Arbitro: | Pastechi (Pisa) |

|                                 |           |  |
| Da Passano 21’ Marconi 50’, 54’ | Marcatori |  |

| Arbitro: | Smorto (Reggio Calabria) |

|                             |           |                |
| Magheri 8’, 12’ Marconi 41’ | Marcatori | 10’ Vergazzola |